# Tallula (geslacht)
Tallula is een geslacht van vlinders van de familie snuitmotten (Pyralidae), uit de onderfamilie Epipaschiinae.

## Soorten
- T. atramentalis Lederer, 1863
- T. atrifascialis Hulst, 1886
- T. baboquivarialis Barnes & Benjamin, 1926
- T. beroella Schaus, 1912
- T. fieldi Barnes & McDunnough, 1911
- T. fovealis Hampson, 1906
- T. juanalis Schaus, 1925
- T. melazonalis Hampson, 1906
- T. rigualis Lederer, 1863
- T. tersilla Dyar, 1914
- T. watsoni Barnes & McDunnough, 1916